# Diriyah Arena
La Diriyah Arena è un'arena situata a Diriyah, in Arabia Saudita. L'arena, inaugurata nel 2019, è principalmente utilizzata per eventi sportivi. Ha una capienza di 15 000 persone.

## Storia
L'arena venne utilizzata per la prima volta per ospitare l'incontro di rivincita tra il pugile statunitense Andy Ruiz Jr. e l'inglese Anthony Joshua. Il match avvenne nel dicembre del 2019 e vide vincitore Anthony Joshua, che rivendicò la sconfitta subita a New York qualche mese prima. Nel febbraio 2023, l'arena saudita ospitò l'incontro di boxe tra lo youtuber Jake Paul e il pugile inglese Tommy Fury, che ha avuto la meglio sullo statunitense. Dal 2019 inoltre, l'arena ospita vari eventi tennistici tra cui la Diriyah Tennis Cup.

## Eventi
- Anthony Joshua vs. Andy Ruiz Jr. II - 7 dicembre 2019[2]
- Jake Paul vs. Tommy Fury - 25 febbraio 2023[3]